# 盃 (ONE PIECE)
「赤犬」盃是日本漫畫家尾田榮一郎的漫畫作品《ONE PIECE》裡的一個角色。在第一部的劇情中是海軍本部三上將之一，於「頂點戰爭」後升任海軍元帥。

## 設計
- 樣貌是參考日本藝人菅原文太（日语：菅原文太）[1]。此外，赤犬的生日8月16日亦是參照菅原的真實生日日期所設定[1]。
- 海軍三名上將的名號（青雉、赤犬、黃猿）參考自日本傳統童話《桃太郎》；故事講述主角桃太郎與一路上收容的雉雞、狗和猴子一同前往鬼島為民除害。

## 人物
身上有許多刺青，右臂是劍，左胸至手肘則是薔薇加上櫻花，佩戴胸花，頭上戴著海軍帽，两年后，下巴长了胡子。第一人稱為。大事件兩年後開始抽起雪茄並蓄了鬍子，臉部因兩年前與青雉的決鬥而有了些傷疤，且右耳有缺口。在793話與五老星報告時正式現身兩年後的樣貌。
赤犬性格剛直但手段殘酷，絕不允許一絲絲「邪惡」的存在，這正是赤犬本人所貫徹的「絕對的正義」。為了能完成任務，可以毫不在乎的將同僚和一般民眾都當成目標殲滅；在歐哈拉事件中，他以可能窩藏考古學者為由，命令部下炸毀載滿了歐哈拉居民的避難船；在「頂點戰爭」上，他也親自處決了因為害怕戰死而打算逃走的海軍士兵，同時認為要求停止戰爭的克比嚴重違反軍紀，甚至表示海軍不需要不正直堅定的人而想將他就地處決。同時自尊心強，在藤虎率兵向利克王下跪時極為震怒，並認為此舉是讓海軍的榮耀顏面掃地，為此對其下令追捕魯夫和羅，否則禁止踏進所有海軍基地。作者尾田榮一郎在64卷SBS中曾提到，赤犬在殲滅歐哈拉居民時就已經展現出剿滅萬惡的想法。是海軍裡的鷹派人物、激進份子。

## 能力

### 惡魔果實
赤犬是自然系「岩漿果實」能力者，岩漿人，能製造出纏繞著黑煙的岩漿進行攻擊，還能製造火山彈攻擊敵人。

### 霸氣
此外，赤犬能夠運用見聞色霸氣、武裝色霸氣。

## 劇中表現

海軍中將時期的赤犬

童年時代的赤犬於漫畫單行本SBS專欄首次登場，當時的他習慣配戴寫著「正義」字樣的白帽，而且已經開始拿著短刀學習劍術。
23歲時和黃猿同期加入海軍，為一期生，曾是捷風的學生之一。年輕時的盃穿著連衣帽T恤加海軍帽，當時已經是實力高強的「怪物」。在「愛特·沃爾海戰」爆發前夕，他與蒙其·D·卡普、哈古瓦爾·D·薩烏羅等人現身於海軍總部馬林福特。
- 歐哈拉事件

22年前身為中將的他曾參與毀滅歐哈拉的「非常召集」，殺掉避難船裏所有歐哈拉居民，只是為了不放過一個逃脫者，主張「寧可錯殺其百也不願放過其一」（他認為避難船可能會窩藏考古學者），當時目睹一切的同僚青雉非常不認同他的執法過當。

### 第一部

海軍上將時期的赤犬

- 頂點戰爭

在海軍總部馬林福特鎮守「火拳」艾斯的處刑現場時，與「白鬍子海賊團」為首的新世界海賊開戰。以「大噴火」輕易粉碎裘斯丟出的超巨大冰塊，並且對臨陣脫逃的士兵格殺無論，受元帥戰國之命對白鬍子旗下的史庫亞德實行反間計，誘使對方被騙刺傷「白鬍子」艾德華·紐蓋特。與其他上將擋下「白鬍子」的果實能力，保護海軍總部，並以「流星火山」粉碎馬林福特港口海賊們立足的冰塊，並與「白鬍子」激烈交戰。
在魯夫和白鬍子海賊團的辛苦奋战下，使艾斯獲救，正當白鬍子海賊團打算逃離戰場時，赤犬使用激将法说「白鬍子」是「上一個時代的失敗者」成功激怒了艾斯，艾斯上前還擊卻因為能力屬性及实力均有差距的情况下被輕易擊倒，赤犬認為必須除掉擁有罪犯血統的艾斯和魯夫兩兄弟，於是當著艾斯的面先攻擊魯夫，艾斯因为保护魯夫而挡下赤犬致命一击，艾斯胸膛被打穿，最後重傷致死。
後赤犬遭到白鬍子攻击而倒地，但成功反擊貫穿白鬍子胸口。白鬍子死後，再次站起企圖追殺魯夫，要求吉貝爾把他交出來，並以其能力重創兩人（這也讓後來魯夫胸口上多了一道X字狀燒傷疤痕），但被克洛克達爾阻止。其後又因同為海軍的上士克比阻擋繼續追擊而感到憤怒，豪不留情的向克比攻擊，但被「紅髮」傑克拔劍擋下，最後在戰國宣佈停戰後才罷手。
- 頂點戰爭落幕後

「頂點戰爭」落幕後，「黑鬍子」馬歇爾·D·汀奇在「新世界」某個燃燒中的島嶼捉住「大胃王」珠寶·波妮及其手下，並欲以之與海軍交換一艘軍艦。赤犬親自率兵前往，並沒有如「黑鬍子」所願交出的軍艦，黑鬍子海賊團落荒而逃；赤犬把珠寶·波妮與其手下逮捕。
- 成為新任元帥

「頂點戰爭」落幕後的兩年間，前元帥戰國推薦青雉接任元帥，但卻和世界政府高層屬意赤犬接任元帥的意願相互牴觸，導致雙方在龐克哈薩特展開長達十天的激烈決鬥，最終赤犬戰勝成為新任元帥，而青雉主動離職退出海軍。
據吉貝爾表示，海軍在赤犬上任後被世界政府賦予意想不到的力量填補戰力空缺；也就是後來在第二部登場的藤虎及綠牛兩位透過世界徵兵遞補的上將。
這場決鬥也導致龐克哈薩特的地型氣候，從此變成一半炙熱難耐且漫佈著火焰、另一半卻被冰雪覆蓋且寒冷刺骨的極端模樣。

### 第二部
- ONE PIECE FILM Z

電影版中赤犬以海軍元帥的身分出席討伐新海軍的會議時表示曾受過捷風不少的關照與教導，但為了貫徹海軍的「絕對正義」必須將其徹底消滅掉。
- 多雷斯羅薩篇

赤犬指派上將藤虎前往多雷斯羅薩查看情況，但其後得知藤虎率兵向利克王為世界政府造成多雷斯羅薩多年前的悲劇下跪致歉並表示希望廢除王下七武海，且此事還藉由影像電話蟲散布到全世界，使赤犬對此大為震怒，嚴正下令藤虎在逮捕到魯夫和羅之前不得踏進所有海軍基地。
- 世界會議篇

赤犬為了世界會議的維安，指派海軍將領負責護衛參加世界會議的王公貴族，對於藤虎未完成任務便前往馬力喬亞以及受到戰國調侃頗有微詞。之後海軍竊聽到四皇夏洛特·莉莉和海道的對話得知兩者可能再度攜手合作，儘管中將桃兔建議要介入，以及上將黃猿自告奮勇欲處理此事，但赤犬認為和之國並非世界政府加盟國，且尚有武藝高強的武士們存在，因此決定按兵不動。不久後和藤虎談起廢除七武海後的局勢以及關於「SSG（海軍特殊科學班）」之事。